# پیز تریازا
پیز تریازا (به لاتین: Piz Triazza) یک کوه در سوئیس است که در کانتون گراوبوندن واقع شده‌است. پیز تریازا ۳٬۰۴۳ متر بالاتر از سطح دریا واقع شده‌است.